# Vieille cathédrale de Lérida
La Vieille cathédrale de Lérida (en catalan : La Seu Vella de Lleida, en espagnol : Seo Vieja de Lérida), est l'ancienne cathédrale du diocèse catholique de Lleida, en Catalogne. Elle est située sur une colline qui domine la ville, le Turó de la Seu Vella. La Seu Vella est le monument emblématique de Lleida, étant visible de n'importe quel point de la ville.

## Histoire

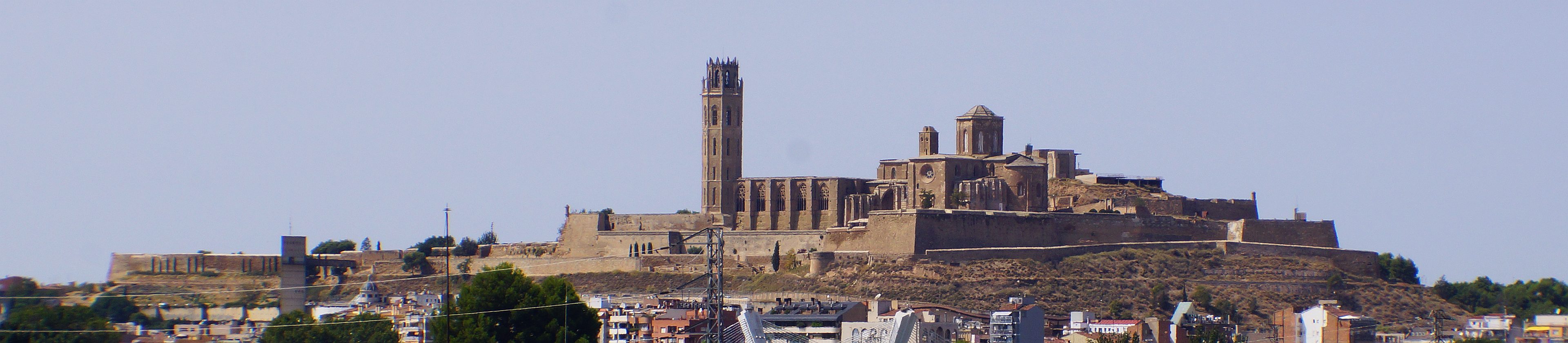
La cathédrale vue de l'est.

Le site était précédemment occupé par un édifice paléo-chrétien wisigothique, construit avant la conquête de la ville par les musulmans en 719 ; la première mention d'un évêque remonte à 419. Cette cathédrale est utilisée comme mosquée, puis consacrée à nouveau comme cathédrale en 1149, après la conquête de la ville par Raimond-Bérenger IV de Barcelone et Ermengol VI d'Urgell, et dédiée à Santa María la Antigua, et confiée à des chanoines qui suivent la règle de saint Augustin. La population de la ville augmente et l'évêque Gombau de Camporrells lance la construction d'une nouvelle cathédrale.
En 1193, le chapitre des chanoines confie la construction du nouvel édifice au maître Pere de Coma, qui suit le modèle bénédictin répandu dans une grande partie de l'Europe au XIIe siècle. La première pierre est posée le 22 juillet 1203 par le roi Jacques Ier d'Aragon, le comte Ermengol VII d'Urgell et Gombau de Camporrells. La nouvelle cathédrale est construite sur les fondations de l'ancienne, en commençant par le transept nord, puis l'abside et le transept sud. Elle est consacrée à la Vierge Marie le 31 octobre 1278 par l'évêque Guillem de Montcada. 

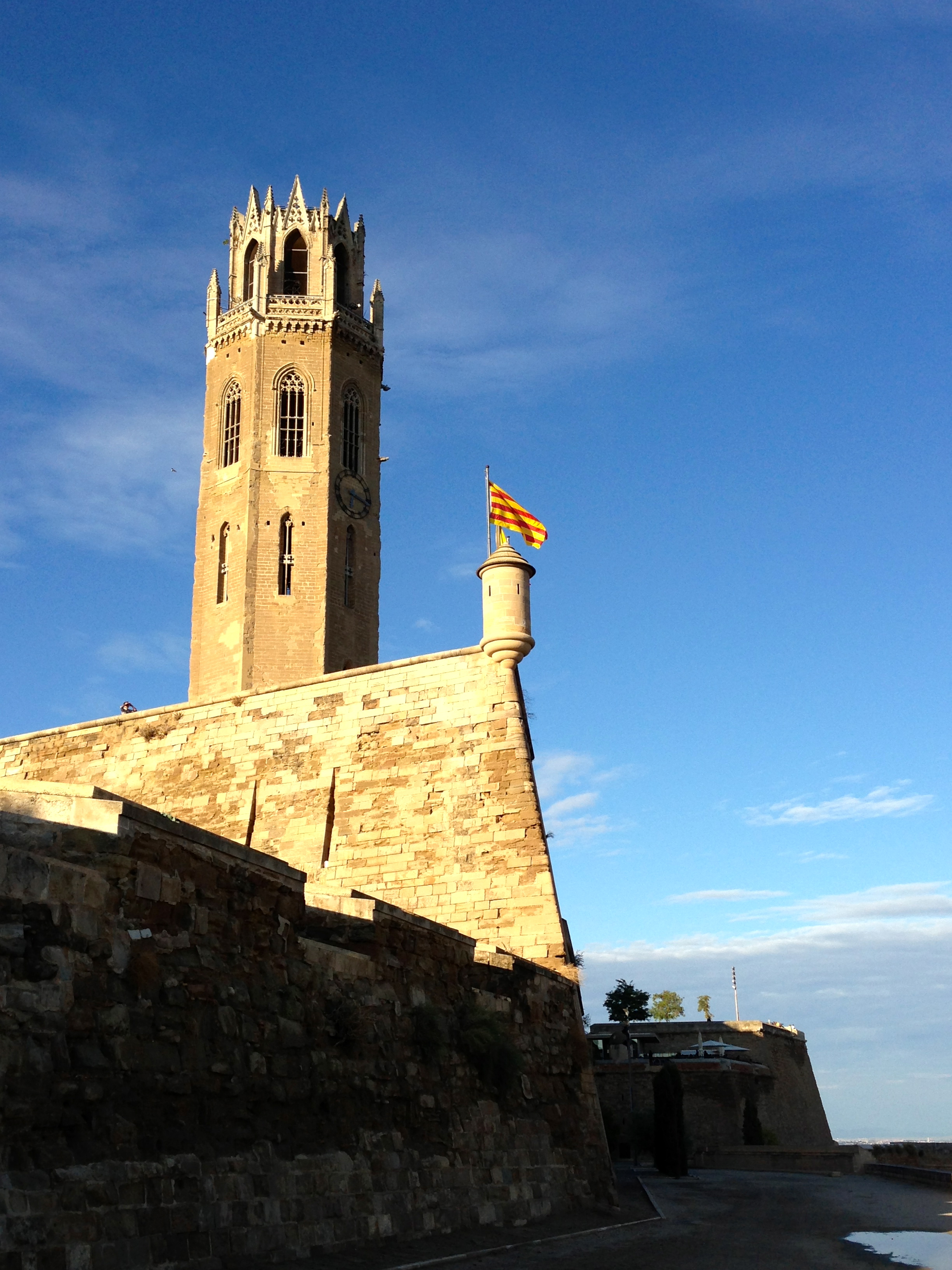
Tour-lanterne.

La construction de la tour-lanterne et des voûtes à croisée d'ogives qui recouvrent la nef commence à la fin du XIIIe siècle, dans le style gothique qui domine à l'époque. Le cloître n'a pas été achevé avant le début du XVIe siècle.
En 1707, la ville est conquise par les troupes de Philippe V d'Espagne, et la cathédrale est temporairement utilisée comme caserne. Le roi ordonne finalement la destruction de la cathédrale parce qu'il voulait en faire un site défensif, mais cet ordre n'est pas exécuté. Une nouvelle cathédrale de style baroque est consacrée en 1781. 
La construction a été déclarée « monument national » en 1918. Elle est utilisée comme camp de concentration pour prisonniers républicains pendant la guerre civile espagnole, puis comme prison. Elle est rétrocédée par les forces armées en 1949 et des travaux de restauration sont lancés en 1950.  
En 2003, une exposition est organisée à l'occasion du huitième centenaire de la pose de la première pierre, avec des œuvres d'art autrefois accueillies dans la cathédrale et aujourd'hui dispersées. En 2015, l'ensemble monumental de la colline de la Seu Vella est intégré par le ministère de la Culture espagnol à la liste indicative du patrimoine espagnol susceptible d'être inscrit au patrimoine de l'humanité par l'UNESCO. 

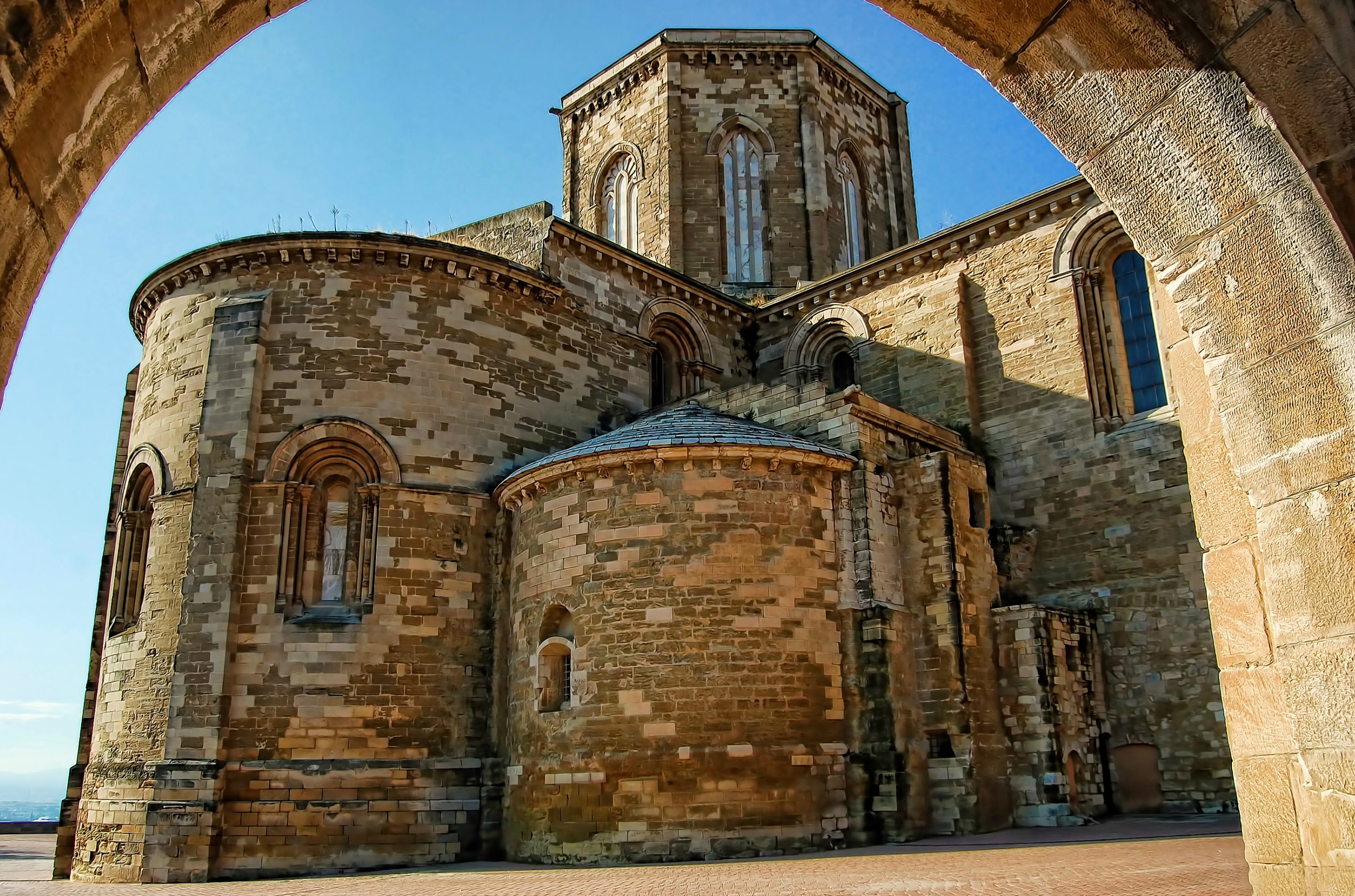
Chevet.

## Architecture
La structure du chevet est très similaire à celle de la cathédrale de Tarragone. Dans son plan d'ensemble, la Seu Vella a été construite pour l'essentiel conformément au projet initial de Pere de Coma. Néanmoins, du fait des innovations structurelles introduites par le style gothique, telles que l'arc brisé, la voûte nervurée et le contrefort, la hauteur des nefs a été augmentée, et la structure romane a été adaptée, notamment au niveau des piliers, pour soutenir les voûtes gothiques sans modifications majeures.
La construction de la cathédrale de Lérida a soutenu le développement d'ateliers très actifs, connus sous le nom d'« école de Lérida », qui ont eu une influence sur d'autres églises de la ville et des environs, comme celles de Saint-Martin et Saint-Laurent à Lérida, et Sainte-Marie-Majeure à Tamarite de Litera.
La cathédrale et le château attenant de la Suda sont protégés par la même enceinte fortifiée, à laquelle on accède par la Puerta del León.

### L'intérieur

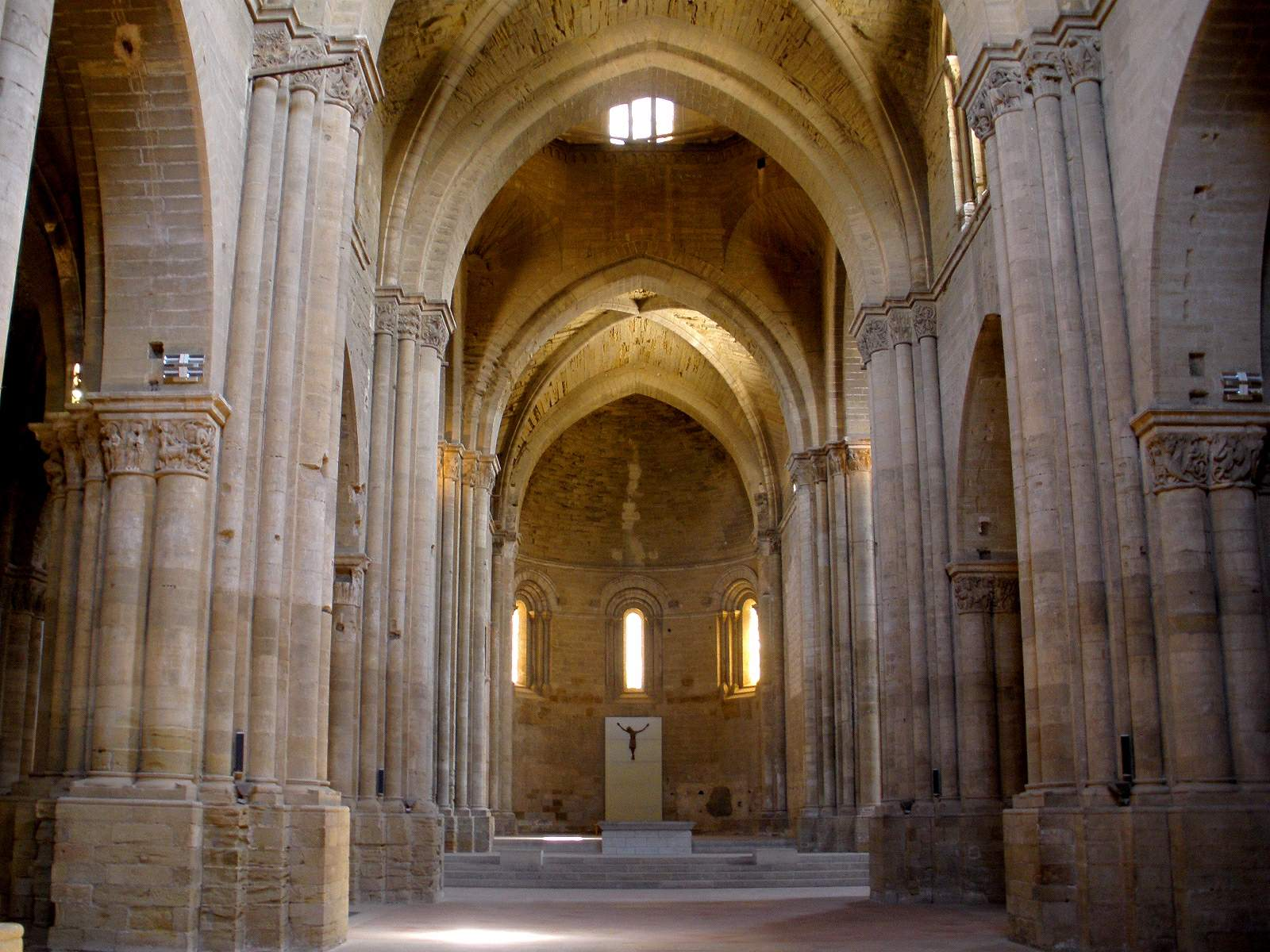
Nef et chœur.

La cathédrale présente un plan basilical en croix latine avec trois nefs longitudinales, la nef centrale étant la plus large et la plus haute. La partie supérieure de la nef présente de grandes fenêtres avec des arcs en plein cintre. L'union des nefs latérales avec la nef centrale est réalisée grâce à six grandes colonnes (trois de chaque côté).
Les proportions du plan de l'église ont dû être conditionnées par la topographie du terrain. Les dimensions de la nef centrale sont de soixante-dix mètres de long, treize mètres de large et dix-neuf mètres de haut ; les nefs latérales ont trente mètres de long, huit mètres de large et dix mètres et demi de haut ; le transept a la même hauteur que la nef centrale, dix mètres de large et cinquante-trois mètres de long. Les nefs sont composées de trois sections avec des arcades couvertes de voûtes à nervures.

## Liste des maîtres d'œuvre de la cathédrale
- Pere de Coma (1203-1220)
- Berenguer de Coma (?)
- Mateu Alemany (?)
- Pere de Penafreta I (?-1286)
- Pere de Penafreta II (1297-?)
- Francesc de Montflorit (1310-1312)
- Inconnu
- Guillem Seguer
- Pere Seguer (1356-?)
- Jaume Cascalls (1359-1377)
- Bartomeu Robió (1360-1372)
- Guillem Solivella (1378-1405)
- Inconnu (1405-1407)
- Carles Galtés de Ruan (1410-1427)
- Pol
- Rotlli Gautier (1436-1441)
- Marc Safont (1441-1442)
- Jordi Safont (1442-1454)
- Andreu Pi (1457-1460)
- Bertran de la Borda (1461-1485)
- Francesc Gomar (1490-1491)
- Exemeno
- Antoni Queralt (1494-1513)

## Source
- (en) Cet article est partiellement ou en totalité issu de l’article de Wikipédia en anglais intitulé « La Seu Vella » (voir la liste des auteurs).